# 戸叶武
戸叶 武（とかの たけし、1903年2月11日 – 1982年12月25日）は、日本の政治家。位階は従三位、勲等は勲一等。参議院議員（4期、日本社会党）。妻は衆議院議員の戸叶里子。

## 経歴
田中正造の政治的後継者で、下野新聞社長を務めていた戸叶薫雄の長男として、栃木県安蘇郡田沼町に生まれた。旧制豊山中学校（現日本大学豊山高等学校）を経て、早稲田大学政治経済学部へ入学。在学中は、高野実などと社会主義学生団体「文化会」を率いる。また、雄弁会に参加し、1922年（大正11年）には先輩である浅沼稲次郎の推薦により幹事となった。
1925年（大正14年）1月24日、学校教練に反対するデモにリーダー格で参加して麹町警察署に一時検束される。同年、早稲田大学を卒業してロンドン大学へと留学した。その後、東京朝日新聞に記者として入社し学芸部に所属。1930年（昭和5年）、国際連盟東京事務所に勤めていた吉田里子と結婚。1940年（昭和15年）、朝日を退職し、福家俊一が社長を務めていた国策新聞「大陸新報」の政治部長兼論説委員長として上海に妻と赴任。1942年（昭和17年）の第21回衆議院議員総選挙栃木1区に東方会から立候補するが、落選。戦後、公職追放された。また、宇都宮大学、東海大学で政治学を講じた。
戦後は政界進出を図るも戦前の活動がたたり断念。1946年に行われた第22回衆議院議員総選挙には身代わりとして妻である戸叶里子を栃木1区から立候補させてトップ当選（以後、夫を尻目に25年間落選することなく衆議院議員を勤めた）、続いて自らも1952年（昭和27年）の第25回衆議院議員総選挙栃木2区に右派社会党から立候補したが落選。1953年（昭和28年）の第3回参議院議員通常選挙栃木県選挙区から右派社会党から立候補し、初当選。1959年（昭和34年）、第5回参議院議員通常選挙に日本社会党から立候補し、再選。
1965年（昭和40年）の第7回参議院議員通常選挙では、自由民主党の船田譲・田村賢作に敗れ、落選。1968年（昭和43年）の第8回参議院議員通常選挙では、自由民主党の植竹春彦・矢野登に敗れ、次点。1971年（昭和46年）1月、第7回栃木県知事選挙に無所属で立候補し、現職の横川信夫に敗れ、落選。同年6月の第9回参議院議員通常選挙当選。同年11月、妻が死去。1977年（昭和52年）、第11回参議院議員通常選挙再選。
議員在職中の1982年（昭和57年）12月25日、東京都新宿区戸山の自宅で入浴中に倒れて死去した。79歳没。翌1984年1月18日、特旨を以て位記を追賜され、死没日付をもって従三位勲一等に叙され、瑞宝章を追贈された。哀悼演説は1983年1月24日、参議院本会議で鳩山威一郎により行われた。
戸叶の死去に伴う欠員補充の補欠選挙は、任期満了まで半年を切っていたが1983年2月13日に執行され、社会党公認の上野雄文が当選し議席を継承した。上野は同年6月の第13回参議院議員通常選挙でも再選している。